# AVP: Evolution
Pour les articles homonymes, voir Aliens vs. Predator.
AVP: Evolution est un jeu vidéo de tir à la troisième personne développé par Angry Mob Games et édité par Fox Digital Entertainment, sorti en 2013 sur iOS, Android et Ouya.

## Accueil
- Destructoid : 2/10[1]
- Gamezebo : 3/5[2]
- Jeuxvideo.com : 7/20[3]